# 디아블로 III
《디아블로 III》(Diablo III)는 미국 블리자드 엔터테인먼트가 개발한 다크 판타지/호러 액션 롤플레잉 게임으로, 디아블로 시리즈의 세 번째 에피소드를 담고 있다. 디아블로 III는 2008년 6월 28일 프랑스 파리시에서 열린 월드와이드 인비테이셔널 행사에서 공식 발표되었으나, 그 전부터 공식 홈페이지에 티저 광고를 걸어 팬들을 기대감에 휩싸이게 했었다. 2012년 5월 15일에 북아메리카, 남아메리카, 유럽, 아시아 일부 지역에 발매되었다. 러시아 지역의 발매는 2012년 6월 7일 이루어질 예정이다 . 대한민국에서는 2012년 3월 15일 오후 10시부터 디지털 상품의 예약 판매를 시작했으며, 2012년 5월 14일전야제와 함께 패키지 상품 판매를 시작하였으며,4000개의 한정 소장판 판매소식에 5,000명의 게이머가 모여들어 패키지 판매 장소인 왕십리역 인근 판매점 앞에서 텐트를 치고 노숙을 마다하지 않는 등,12년의 기다림 끝에 게이머의 품으로 돌아온 디아블로 3의 발매 소식에 게이머들은 뜨거운 반응을 나타냈다. 2012년 5월 15일 정식으로 발매하였다. 2012년 6월 1일, 블리자드 엔터테인먼트의 발표에 따르면, 아시아 서버의 최고 동시접속자 수는 64만 명이고, 그 중 43만 명은 한국 플레이어라고 하였다. 한편, 뜨거운 시장반응과 함께 빈번한 서버접속 불안 현상, 불법 프로그램 사용이 의심되는 계정에 대한 일방적인 게임 계정 압류 등으로 인해 게이머의 불만을 양산하고 있는 등 시장 잡음도 끊이지 않고 이어지고 있다.

## 개요
디아블로 III는 성역이라는 가상의 세계에서 펼쳐지는 디아블로 시리즈의 다크 판타지를 담고 있다. 디아블로 II에서 위기에 처했던 성역은 한 영웅에 의해 구원받았다. 그 영웅이 성역을 구하는 과정에서 대천사 티리엘에게 도움을 주었는데, 티리엘은 그 대가로 그 영웅과 성역에 안전을 보장해주었다. 이러한 평화가 찾아오고 20년 후 성역 세계는 악의 새로운 부활 때문에 다시 한번 위기를 맞이하고 있다..
플레이어는 네팔렘(Nephalem)이라는 캐릭터를 플레이하며, 네팔렘은 떨어진 유성을 조사하기 위해 그것이 떨어진 트리스트럼 대성당 인근 마을인 신 트리스트럼 마을에 도착한다. 네팔렘은 트리스트럼 성당에서 연구하다가 유성과 함께 사라진 데커드 케인을 찾아달라는 레아의 부탁을 해결하는 과정에서 유성은 별이 아니라 한 이방인임을 알게 된다. 그 이방인은 세 조각난 자신의 검에 관련된 것 이외에는 아무런 기억이 없었다. 네팔렘은 이방인의 검 조각을 수습하여 이방인의 기억을 되살리려 하지만, 마녀단의 지도자 마그다가 그 검조각을 차지해 검의 힘을 복원하려 하였다. 마그다는 네팔렘이 쫓아 보냈지만 마그다는 이방인을 납치해갔다. 이에 네팔렘은 이방인을 구출하고 그의 검 조각들을 되찾고, 이방인의 기억을 되살렸다. 기억을 되찾은 이방인은 자신이 대천사 티리엘임을 인지하게 되었다. 티리엘은 지옥의 그림자가 드리워져있는 인간 세계의 구원을 기꺼워하지 않는 다른 천사들을 혐오하여 스스로 천사의 길을 버리고 필멸자가 되었으며, 성역 세계에 벨리알과 아즈모단의 등장을 알리기 위하여 유성으로서 떨어진 것이었다.
한편, 데커드 케인의 죽음을 복수하기 위하여 네팔렘은 마그다를 추적하여 칼데움으로 향한다. 칼데움에는 마그다의 주인인 벨리알이 있었다. 네팔렘은 마그다를 척살하고 레아의 어머니인 아드리아도 구출한다. 아드리아는 티리엘과 네팔렘에게 검은 영혼석을 이용하면 악마들의 발호를 막을 수 있다고 말한다. 이 검은 영혼석은 7 악마 모두를 담을 수 있는 궁극의 영혼석이다. 이 검은 영혼석을 얻기 위해 네팔렘은 호라드림 변절자인 줄탄 쿨레를 만난다. 쿨레는 미완성된 검은 영혼석을 찾아 제작 과정을 완료하지만, 그것을 자신이 손에 넣으려하다 네팔렘에 의해 살해된다. 검은 영혼석을 얻은 네팔렘은 벨리알을 처치하고 그 영혼을 검은 영혼석에 가두어 칼데움을 해방한다. 한편, 레아는 검은 영혼석과 아즈모단에 대한 정보를 얻기 위해 칼데움의 도서관에서 연구하는 도중 환영에서 아즈모단을 만난다. 레아의 환영에서 아즈모단은 아레트 산으로부터 악마 군단이 출동하였으며, 검은 영혼석을 자신이 손에 넣게 될 것이라 역설하였다.
티리엘, 아드리아, 레아, 네팔렘은 아즈모단의 군단으로부터 성역을 방어할 수 있는 최후의 성채인 수호자의 성으로 향한다. 네팔렘은 검은 영혼석을 지키기 위해 모인 전사들과 함께 아즈모단의 군단을 물리치고 그들을 아레트 산에서 몰아내는데 성공한다. 이어서 네팔렘은 아즈모단을 죽이고 그의 영혼을 검은 영혼석에 가둔다. 그러나 아드리아가 네팔렘을 배신하고 7 악마의 영혼이 들어 있는 검은 영혼석을 빼앗아 간다. 사실, 아드리아는 디아블로의 심복이었으며, 레아의 아버지는 어둠의 방랑자였다. 어둠의 방랑자는 디아블로에 사로잡혀 있을 때 아드리아로 하여금 레아라는 디아블로의 새로운 완벽한 숙주를 남겼던 것이다. 아드리아는 레아를 희생시켜 디아블로를 부활시켰다. 디아블로는 검은 영혼석을 흡수함으로써 7 악마의 영혼의 결정체인 ‘대악마’가 되었다. 대악마가 된 디아블로는 천상을 향해 전쟁을 선포하였다.
티리엘과 네팔렘은 디아블로를 쫓아 천상의 세계에 당도했지만, 이미 디아블로에 의해 천상은 황폐해져 있었다. 악마들과 싸우는 천사들은 네팔렘에게 디아블로가 수정 아치에 접근해 천상의 역사를 끝내려 한다며 디아블로를 반드시 무찔러야 한다고 말한다. 이에 네팔렘은 직접 디아블로와 맞서 싸워 디아블로를 무찌르고, 악마들의 영혼을 영원히 파괴한다. 네팔렘과 디아블로의 전투 이후 티리엘은 천상의 세계에 남기로 결심하지만, 천사가 아니라 필멸자로서 남아 인간과 천사의 유대를 강화하기로 결심한다.

## 게임 플레이
Diablo III이(가) 사용하고 있는 게임 엔진은 하복 물리 엔진에 블리자드의 파괴 환경 효과가 부가된 엔진이다. 디아블로 III 개발자들은 이 게임이 더 많은 시스템에서 구동될 수 있도록 DirectX 9 기반으로 제작했다고 밝힌바 있다. 디아블로 III(은)는 자체적인 3D 엔진을 통해서 플레이어가 디아블로 III의 플레이 환경을 2D처럼 느끼도록 하고 있다. 이러한 그래픽 요소는 전작들이 2D 환경으로 제작된 것을 고려한 것이다. 한편, 다양한 몹(괴물)들은 벽면을 타거나 절벽 아래로 떨어지는 깊이감을 구현하는 역할을 하면서 플레이어가 디아블로 III의 플레이 환경이 3D임을 지각 할 수 있도록 하기도 한다.
디아블로 II에서 멀티플레이 게임이 이루어지던 블리자드의 배틀넷 시스템은 스타크래프트 II의 출시와 함께 새로운 버전으로 업데이트되면서 기능면에서 많이 향상되었다. 이 차세대 배틀넷 시스템은 디아블로 III에도 적용된다. 플레이어는 배틀넷에 접속하여 다른 플레이어와 함께 한 장[a Act]을 협력하여 플레이할 수 있다. 한편, 블리자드사의 새로운 디지털 권리 관리 규정으로 인해 디아블로 III을(를) 이용하기 위해서는 반드시 배틀넷에 접속하여야 한다.
디아블로 III의 향상된 목표(퀘스트) 시스템, 무작위 지형 생성 시스템, 무작위 몹 출현 시스템은 플레이어에게 항상 새로운 경험을 선사한다. 전반적으로, 디아블로 III는 정적인 요소와 역동적인 요소 모두 갖고 있다고 볼 수 있다. 또한, 주요 줄거리 외에도 그것에 부속된 부가적인 줄거리와 목표들이 있어서 플레이어에게 새로운 재미를 선사한다. 이러한 부가적인 요소들은 플레이 난이도 별로 다르다. 블리자드는 디아블로 III 개발 초창기에 미니 게임을 본 게임 안에 넣으려고 기획했었다. 하지만 그 미니 게임들은 디아블로의 기본적인 방향에 부합하지 아니한다고 여겨져 최종 기획에는 반영되지 아니하였다.
전작들에서는 금화를 얻기 위해 그것을 직접 클릭해야 했지만, 디아블로 III에서는 금화에 다가가기만 해도 금화를 얻을 수 있다. 디아블로 III에서는 전작에서 포션이 차지했던 공간은 플레이어 캐릭터의 기술 등록 공간으로 바뀌었다. 이는 플레이어가 기술을 빠르게 사용할 수 있도록 할뿐만 아니라 마우스와 키보드를 이용하여 다양한 기술을 사용하도록 해준다. 이러한 특징은 전작들이 마우스의 두 버튼만을 통해 두 개의 기술만을 사용할 수 있었던 것과는 대조적이다. 한편, 플레이어는 전작들과 마찬가지로 마우스 버튼의 클릭을 통해서 특정한 적을 공격하는 것이 가능하다.
디아블로III의 새로운 기능인 기술 계산기는 플레이어의 레벨이 상승하면서 사용가능한 기술들의 최적 조합을 계산해준다. 디아블로 III의 룬은 디아블로 II의 룬과 달리 기술향상을 가져오는 아이템이 아니며, 종종 게임 플레이 전반에 영향을 미칠 수도 있다.

### 하드코어 모드
디아블로 III의 플레이어는 디아블로 II에서와 비슷한 하드코어 캐릭터를 선택할 수 있다.하드코어 캐릭터는 다시 살아나지 않기 때문에 그들이 죽음을 당한다면 그 캐릭터와 그 캐릭터가 장착하고 있던 모든 아이템을 잃는다.하드코어 모드 캐릭터는 일반 캐릭터와 독립되어 순위가 매겨지며, 그들의 이름은 붉은 색으로 표시된다. 하드코어 캐릭터는 하드코어 캐릭터끼리만 팀을 이룰 수 있다. 만일 팀전에서 한 하드코어 캐릭터가 사망한다면, 그 캐릭터는 유령이 되기 때문에 다른 팀원과 대화를 나눌 수는 있지만 플레이는 하지 못한다.

### 장인
디아블로 III에서의 장인은 논플레이어 캐릭터(NPC)로서 대장장이와 보석공과 점술사가 있다. 장인들은 각 목표를 달성하기 위해 꼭 필요한 요소이다. 대장장이의 이름은 히드리그 에이먼, 보석공의 이름은 욕심쟁이 셴,점술사의 이름은 미리암 자흐지아이다.장인은 플레이어가 습득한 물건들을 이용하여 아이템을 제작하거나 아이템을 분해한다. 아이템을 만들 때는 무작위로 해당 아이템에 특수 능력이 부가될 수 있다. 디아블로 II와는 달리 희귀나 마법 아이템은 기본 무기와 방어구를 제외하고 향상될 수 있다.보석공은 기존의 보석을 합쳐 새로운 보석을 만들고,보석이 적용된 아이템에서 보석을 제외하고,장신구도 만들어준다.또,점술사는 아이템의 외형을 변화시켜주고,아이템의 속성을 변경해준다. 대장장이와 보석공,점술사에게 투자를 하여 그들의 능력을 향상시킴으로써, 더 좋은 아이템을 제작하게 할 수 있다. 장인을 통해 아이템을 복구하는 것은 소지품(인벤토리)을 관리하는데 도움이 된다.

### 추종자
추종자들은 논플레이어 캐릭터로 게임 세계에서 플레이어와 함께한다. 디아블로 III에는 기사단원(코르마크), 건달(린던), 요술사(에이레나) 등의 3 종류의 추종자가 있다. 각 추종자들은 플레이어가 전투를 할 때 고유의 스킬을 사용하며 함께 전투에 참여한다. 추종자들이 플레이어와 함께 전투를 하면서 그들은 새로운 스킬과 경험치, 장비들을 얻으며, 레벨을 상승시킨다. 플레이어는 단 한명의 추종자와 함께 할 수 있기 때문에 전략적인 고려가 필요하다.

### 정복자
디아블로3에서는 단순한 레벨뿐만 아니라 정복자라는 새로운 경험치 레벨업 시스템이 존재한다. 정복자레벨이 오를 때마다 주속성, 공격, 방어, 지원에 해당하는 스텟을 자유롭게 투자할 수 있으며 초기화 또한 가능하다.

## 경매장
2011년 8월 1일, 디아블로 III이 두 종류의 경매장 시스템을 지원한다는 사실이 알려졌다. 한 경매장은 플레이어가 게임 상에서의 금화를 이용하는 것이고, 다른 하나의 경매장은 실제 화폐를 이용하는 장소였다. 화폐 경매장은 하드코어모드에서는 이용이 불가능하다.
블리자드는 디아블로 III 내의 아이템과 화폐를 포함하는 모든 물품들을 정의하여, 경매장 시스템을 통하여 그것들을 직간접적으로 거래할 수 있도록 하고 있다. 특정한 목표(퀘스트) 아이템을 제외하고 거의 모든 아이템이 경매장에서 거래가 가능하다.
그런데, 대한민국에서는 도박관련 법률과 게임심의 관련 법률, 영상물 유통 관련 법률, 유통업 관련 법률에 의해서 블리자드는 화폐 경매장을 운영할 수 없기 때문에 대한민국에서 디아블로 III을 이용하는 경우 화폐 경매장은 사용 당연불능하게 된다. 그러나 대한민국에서의 게임 심의 업무를 관장하는 게임물등급위원회는 블리자드가 화폐 경매장을 시연 가능한 형태로 제시한다면 해당 기능에 대한 심의를 진행할 수 있다고 밝힌 바 있다.
화폐 경매장에서는, 경매가 완료된 후의 금액의 15퍼센트 정도를 경매장 이용 수수료로 지불해야한다. 무기와 방어구 등과 같은 장비는 $1 USD, €1, £1의 수수료를 지불하고, 제작 재료는 가격의 15%를 수수료로 지불한다. 경매장에서의 화폐를 실제 화폐로 인출하는 경우에도 15%의 수수료를 지불해야 한다.
금화 경매장은 플레이어가 접속하는 지역에 관계없이 사용 가능하지만, 화폐 경매장은 플레이어의 접속 지역에 따라 그 이용이 제한될 수 있다. 만일 화폐 경매장 이용이 가능한 국가의 국적을 지닌 어떤 플레이어가 화폐 경매장의 이용이 불가능한 국가에서 디아블로 III에 접속한다면, 그 플레이어는 화폐 경매장의 이용이 불가능하다.
2014년 3월 18일 이후로 경매장 폐쇄 되어 이용이 불가능 하다. 아이템 거래는 사실상 사라졌다.

## 캐릭터
디아블로 III은 6 종류의 캐릭터를 제공한다. 전작들에서의 캐릭터들의 성별은 고정되어 있었으나, 게임 기술의 발달과 RPG 게임 시스템의 진보로 디아블로 III의 플레이어는 모든 캐릭터의 성별을 직접 선택할 수 있다.
- 귀두술사는 디아블로 II에 등장했던 강령술사를 연상시키는 마법 계열 클래스이다. 형상 없는 땅의 영혼을 섬기는 움바루족의 부두교 마법사가 사용하는 스킬들은 부두교도들의 샤머니즘과 유사하다. 부두술사는 다양하고 흉측한 괴물과 동물들을 불러내는 기술, 적의 능력을 한동안 무력화시키는 저주 기술, 군중 제어 기술, 맹독 공격 기술 등을 사용한다. 블리자드는 부두술사가 강령술사와 본질적으로 다르지 않으며 후속 확장팩에서는 강령술사와 부두술사를 통합할 수 있음을 시사한 바가 있다. 한편, 부두술사가 사용하는 자원은 마력(Mana)으로서, 사용된 마력의 양은 느리게 회복된다.

- 야만용사는 디아블로 II에 첫 등장한, 아리앗 산 출신의 살아남은 야만용사 잔존 세력이며 엄청난 육체적 힘을 바탕으로 파괴적인 기술을 갖는다. 한때 신성한 아리앗 산을 수호했던 야만용사는 비록 떠돌이 실향민이 되었지만, 2 때부터 지녔던 강력한 능력을 바탕으로 소용돌이를 일으키고 악마 군단을 찢어발기거나, 전장을 도약하기도 하고 지진을 일으키기도 한다. 또한 외침으로 아군의 전투력과 수비력을 상승시키거나 적의 사기를 꺾어버릴 수 있다. 야만용사는 분노(Fury)라는 자원을 이용하여 여러 가지 기술을 사용한다. 분노는 적에게 공격을 받거나 야만용사 자신이 적을 공격할 때 얻을 수 있다. 분노를 사용하면 엄청난 힘을 사용할 수 있고 특정 시간 동안에는 주위의 적들을 완전히 무력화한다. 약점은 낮은 기동력.

- 마법사는 디아블로의 마도사와 디아블로 II의 여마법사를 계승하는 이민족 캐릭터이다. 운명과 힘을 쫓아 시간과 원소를 지배하는, 섬나라 시안사이 출신 마법사의 능력은 대부분 원소마법으로, 번개를 치게 하거나 불 또는 우박 등을 적에게 내리게 하고 국부적으로 시간의 흐름을 늦추기도 하며 적이나 벽 등의 공간을 도약하기도 한다. 마법사는 비전력(Arcane Power)이라는 자원을 이용하여 여러 가지 기술을 사용한다. 비전력은 매우 빠르게 회복된다. 다만 마법 계열 클래스의 약점인 낮은 물리 방어력이 유일한 약점.

- 성전사는 디아블로의 전사와 디아블로 II의 성기사를 계승하는 캐릭터이다. 성기사와 같은 자카룸교에 속해 있으며 도리깨를 사용한 신성한 공격 및 적을 기절 혹은 실명을 걸리게 하는 군중제어기, 광역 공격으로 악마를 무찌른다. 성전사는 진노이라는 자원을 이용하여 방패를 활용한 공격에 아군의 사기를 드높이고 적을 도발해 주의력을 분산시키는 등 여러 가지 기술을 사용한다. 타 직업과 다르게 한손무기를 사용할 경우 방패를 필수적으로 사용하여 더 강인한 모습을 보인다. 참고로 이 직업은 확장팩 영혼을 거두는 자에서 첫 등장한다.

- 악마 사냥꾼은 증오와 절제를 바탕으로 원거리 기술을 가지며 워크래프트 3와 월드 오브 워크래프트에 동명의 클래스가 등장하는 이 클래스는 디아블로 II의 아마존과 확장팩 파괴의 군주의 암살자를 연상시키는 암살자 클래스이다. 복수심에 사로잡힌, 국적 없는 실향 난민 출신인 악마 사냥꾼은 쇠뇌 혹은 활을 이용해 원거리에서 악마를 사냥하거나 쇠못덪, 연막과 같은 기술로 악마들의 접근을 막거나 피할 수 있다. 악마 사냥꾼은 증오라는 자원으로 공격기술을 시전할 수 있으며 시간이 지남에 따라 자동으로 회복된다. 절제는 방어기술을 사용할 때 주로 사용되며 시간이 지나면 자동으로 회복되며 증오와 절제 중 증오가 비교적 빠르게 회복된다. 악마 사냥꾼은 현재 연속적인 너프로 옛날과 같이 많이 선호되지는 않지만 RPG 게임 고유 시스템의 진보로 성별 선택이 가능해진 이상 원거리 플레이를 즐겨하는 유저라면 매력적인 캐릭터에는 틀림없다. 아니 악마사냥꾼이 최고레벨과 함께 최상급 아이템을 가지게 되면 거의 웬만한 보스들은 평타 한두방으로 쓰러트린다.

- 수도사는 이브고로드 설산의 정상 수도원에서 수학한 베라다니 교의 성투사들로, 공력이라는 자원을 이용하며 주로 무투 및 신성 계열의 기술을 사용한다. 초대의 비공식 확장팩인 헬파이어에서 처음 등장했으나 인정받지 못하다가 3에서 정식 클래스로 인정되어 돌아왔다. 2의 성기사 못지않게 신성 기술도 사용하기 때문에 언데드에게 강하다.

- 강령술사(라트마의 사제)는 확장팩 영혼을 거두는 자에 등장이 예정된 샤머니즘 속성의 언데드 소환사로, 디아블로 II의 강령술사를 계승한다. 케지스탄의 밀림 깊은 곳에서 삶과 죽음의 세력 사이에서 아슬아슬하게 유지되고 있는 균형을 지키기 위해 수련을 하고 있으며 지금 성역엔 그들의 고유한 힘을 필요로 하고 있고 라트마의 사제들은 그 부름에 응할 것이다.

## 특징

### 게임 플레이
- 직업군은 6개. 야만용사(Barbarian 바바리안[*])와 부두술사(Witch doctor 위치 닥터[*])[7] 그리고 마법사(Wizard 위자드[*])[8] 및 수도사(Monk 몽크[*])와 악마 사냥꾼(Demon hunter 데몬 헌터[*]) 성전사(Crusader  크루세이더[*])이 등장한다.
- 직업마다 성별 설정 가능
- 캠페인 모드
- 확장팩 영혼을 거두는자에서는 모험 모드가 추가됨.
- (전작에 비해)아이템 슬롯은 어깨 부분과 다리 부분이 추가됨

## 음악
디아블로 3부터는 맷 울먼 대신 러셀 브로워, 데렉 듀크, 글렌 스태퍼드가 작곡했다.

## 평가
| 평가 |                                                                   |
| --- | ----------------------------------------------------------------- |
| 통합 점수 통합사 점수 게임랭킹스 (PS4) 91% [ 9 ] (XONE) 89% [ 10 ] (PC) 88% [ 11 ] (X360) 87% [ 12 ] (PS3) 86% [ 13 ] 메타크리틱 (PS4) 90/100 [ 14 ] (PC) 88/100 [ 15 ] (X360) 87/100 [ 16 ] (XONE) 86/100 [ 17 ] (PS3) 86/100 [ 18 ] 평론 점수 평론사 점수 에지 9/10 [ 19 ] 유로게이머 9/10 [ 20 ] G4 4.5/5 [ 21 ] 게임 인포머 9/10 [ 22 ] 게임스팟 8.5/10 [ 23 ] 게임스파이 [ 24 ] 게임스레이더+ 8/10 [ 25 ] IGN 9.5/10 [ 26 ] PC 게이머 (UK) 90/100 [ 27 ] 폴리곤 10/10 [ 28 ] |                                                                   |
| 통합 점수 |                                                                   |
| 통합사 | 점수                                                              |
| 게임랭킹스 | (PS4) 91% (XONE) 89% (PC) 88% (X360) 87% (PS3) 86%                |
| 메타크리틱 | (PS4) 90/100 (PC) 88/100 (X360) 87/100 (XONE) 86/100 (PS3) 86/100 |
| 평론 점수 |                                                                   |
| 평론사 | 점수                                                              |
| 에지 | 9/10                                                              |
| 유로게이머 | 9/10                                                              |
| G4 | 4.5/5                                                             |
| 게임 인포머 | 9/10                                                              |
| 게임스팟 | 8.5/10                                                            |
| 게임스파이 | [ 24 ]                                                            |
| 게임스레이더+ | 8/10                                                              |
| IGN | 9.5/10                                                            |
| PC 게이머 (UK) | 90/100                                                            |
| 폴리곤 | 10/10                                                             |